# كلود لويس
كلود لويس (27 يوليو 1908 في المملكة المتحدة - 27 أبريل 1993) (بالإنجليزية: Claude Lewis)‏ هو لاعب كريكت بريطاني (وحمل سابقاً جنسية المملكة المتحدة لبريطانيا العظمى وأيرلندا).

## وصلات خارجية
- كلود لويس على موقع إي آس بي آن كريك إنفو (الإنجليزية)